# Пенжинський хребет
61°53′51″ пн. ш. 165°17′04″ сх. д. / 61.8975° пн. ш. 165.28444444444° сх. д.
Пе́нжинський хребе́т (рос. Пенжинский хребет) — гірський хребет у Пенжинському районі Камчатського краю Російської Федерації, частина рельєфу у системі Коряцького нагір'я. Розташований між Пенжинською губою, долиною річки Пенжини, з одного боку, і Парапольським долом — з іншого. Довжина 420 км, висота до 1045 м.
Складений ефузивами, пісковиками і сланцями. Долинами річок Таловки, Словутної та іншими поділяється на Маметчинські, Таловські, Понтонейські та Словутні гори. До висоти 300—700 м — рідкісний кедровий сланець, вище — трав'янисто-лишайникова тундра.